# لاباسکاس (کنتاکی)
لاباسکاس (به انگلیسی: Labascus) یک منطقهٔ مسکونی در ایالات متحده آمریکا است که در شهرستان کیسی، کنتاکی واقع شده‌است. لاباسکاس ۲۵۷٫۸۶ متر بالاتر از سطح دریا قرار دارد.